# 严岛神社
嚴島神社（日语：〔〕／／ itukushimajinja）一般是指位於日本廣島縣廿日市市境內島嶼 —— 嚴島（舊名宮島）的神社。神社創建於約公元593年，擁有約一千四百年的歷史，為日本國內其他約五百座嚴島神社的總本社。神社主要祭奉宗像三女神（田心姬命、市杵島姬命、湍津姬命），其中嚴島之名即來自市杵島姫命。嚴島神社修築於瀨戶內海海濱的潮間帶上，神社前方立於海中的大型鳥居是被譽為「日本三景」之一，為嚴島境內最知名的地標。嚴島神社的大部分建築結構均被日本政府列為國寶，神社亦收藏許多國寶級的文物。神社在1996年時與後方彌山的原始林區登錄於世界遺產名單中。

## 歷史

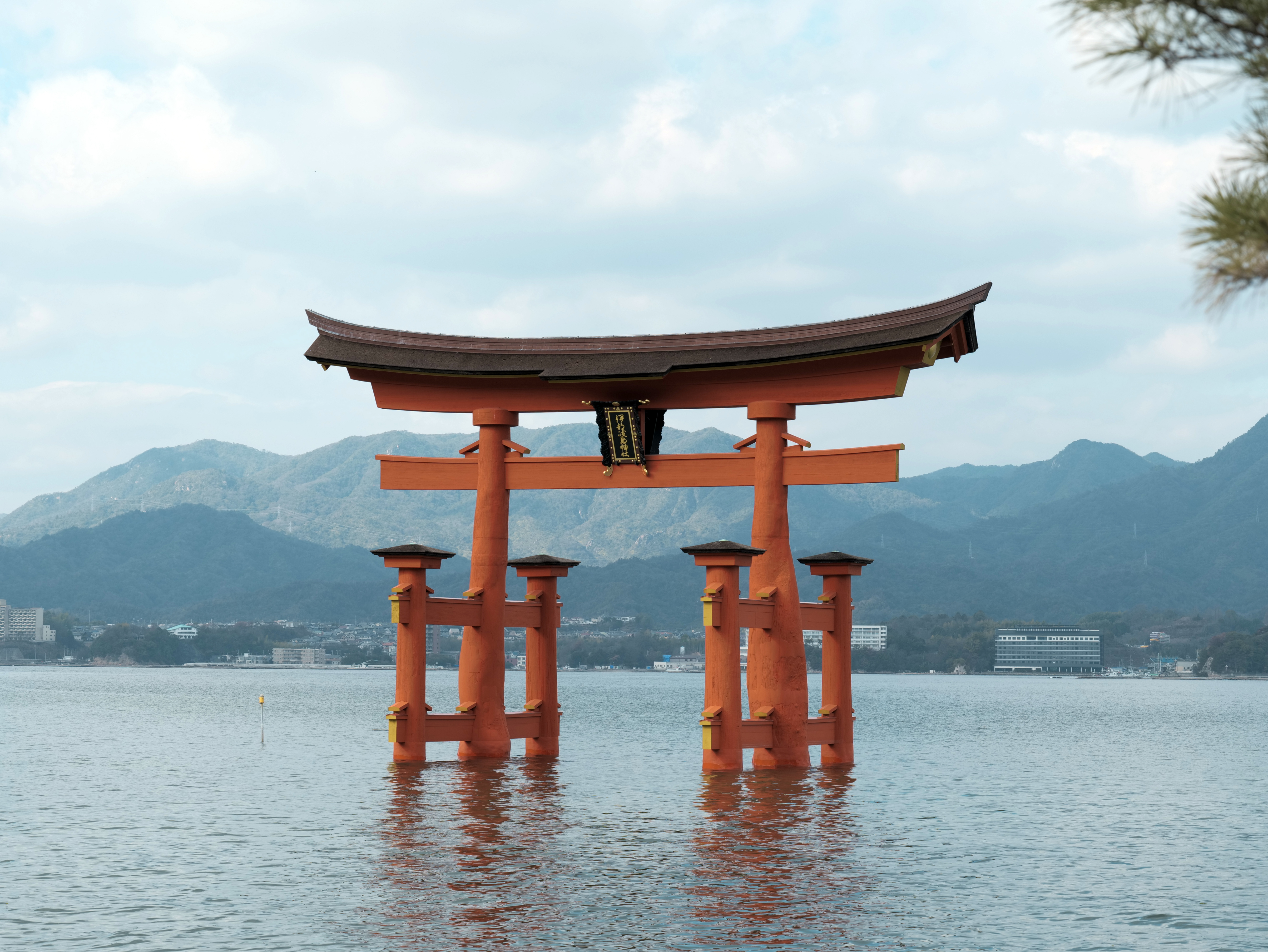
矗立於海中的大鳥居，常被視為是嚴島神社甚至整個日本文化的象徵。

嚴島神社的創建至今沒有明確的記載，但一般認為是在推古天皇即位元年（亦即593年），由安藝國的有力豪族佐伯鞍職所建造。有關嚴島神社最早的正式文獻出現在日本後紀於811年（弘仁2年）7月的記載當中。859年（貞觀元年）3月，日本三代實錄記載「伊都岐嶋中子天神」被授予從五位下的神階；867年（貞觀9年）「伊都岐嶋神」則被授予從四位下的神階。而該神社也以「安藝國佐伯郡 伊都岐島神社」之名收錄於日本史書《延喜式》當中的延喜式神名帳，為安藝國內的三座式內社之一。
在平安時代末期，嚴島神社受到平氏一族的崇敬，神社亦開始擁有與現今結構相約的建築規模。1146年（久安2年），平清盛擔任安藝守，並在永曆元年（1160年）8月參拜嚴島神社。此後平清盛至少前往嚴島神社參拜10次。1168年（仁安3年），嚴島神社的神主佐伯景弘在平清盛的協助下興建保存至今的社殿。由於平家不久後得勢肇建平氏政權，影響力大增，使嚴島神社的盛名廣播至其他貴族圈，香火鼎盛。許多京都的皇親貴族遠道而來參拜，並引進當時的平安文化，使嚴島神社漸漸發展出其著名的雅樂表演。如1174年（承安四年）後白河天皇和其女御平滋子（建春門院）一同前來參拜，高倉天皇則在1180年（治承4年）的3月和9月前來參拜。平家滅亡後，取而代之的源氏一族仍然給予神社優厚的禮遇，使嚴島神社得以保持昌隆。
戰國時代，長期政局不穩導致嚴島神社逐漸衰敗和荒廢。直至1555年（弘治元年），毛利元就在嚴島之戰（嚴島合戰）中獲勝，將嚴島一帶收歸於自己的領土。在元就的庇護與支持之下，神社恢復昔日香火鼎盛的場面。1572年（元龜3年），毛利元就奉足利義昭之命按照古例興建嚴島神社的拜殿、迴廊與供奉稀人的神社，並且向神社寄進領地。1587年（天正15年），豐臣秀吉為了供奉在九州征討中陣亡的將士，命令安國寺惠瓊在神社旁的山坡上建造大經堂（讀經所），被後人俗稱為「千疊閣」。
進入江戶時代以後，越來越多民眾前往嚴島旅遊與參拜，稱為「嚴島詣」，神社前的市街（門前町）與周遭地區也因參拜民眾踴躍而帶動發展。明治維新之後，日本進行神佛分離，大聖院（嚴島神社的別當寺）與大願寺等原本神佛習合時代附設的佛寺自嚴島神社獨立而出。嚴島神社於1871年（明治4年）被列入國幣中社，在1911年（明治44年）更被昇格至官幣中社。
由於中央政府與廣島藩的支持及保護，前來神社的香客絡繹不絕。今日的嚴島神社已經是日本國內最重要的觀光景點之一。嚴島神社由創建起即由創建人佐伯鞍職一族擔任神社主家。雖然一度被藤原氏搶去神社主家，但藤原氏沒落後佐伯一族就重掌神社。

## 主要祭典
- 1月1日 - 歳旦祭
- 1月2日 - 二日祭
- 1月3日 - 元始祭
- 1月5日 - 地久祭
- 4月15日 - 桃花祭
- 4月16日～18日 - 桃花祭御神能
- 5月18日 - 推古天皇祭遙拜式
- 舊曆六月初五日 - 市立祭
- 舊曆六月十七日 - 管絃祭（日语：管絃祭）
- 舊曆七月十四日（8月正午漲潮的星期日） - 玉取祭
- 10月4日 - 獻茶祭
- 10月15日 - 菊花祭
- 12月23日 - 天長祭
- 12月31日 - 鎮火祭

## 神社受到的破壞
嚴島神社的社殿曾在1207年（承元元年）及1223年（貞應2年）時發生大火。由於屢次火災後的修復的緣故，社殿的建築規模曾經歷數次改變，從一幅弘安時代（1278年～1288年）所繪製的圖中就可以看出社殿的配置與今日不同。今日的嚴島神社的建築配置，在1325年（正中2年）一場颱風後的修繕中大致定下，之後就沒有有大幅度的變動。
另外，由於神社建於海面之上，因此神社容易受到颱風、潮汐、海蝕、海嘯及洪水的破壞。神社的主要建築亦曾受到颱風、潮汐、海蝕及海嘯的嚴重破壞，例如：
- 1991年：因為19號颱風密瑞兒（Mireille）的吹襲，神社內列為重要文化財的能舞台倒塌，導致檜皮葺（一種以檜木樹皮作為屋頂材料的傳統日本工法）屋頂受損嚴重。
- 1999年：因為18號颱風巴特（Bart）的吹襲，被列為國寶的神社本殿遭到嚴重破壞。
- 2004年：因為18號颱風桑達（Songda）的吹襲，被指定為國寶附屬物的左樂房倒塌，造成檜皮茸屋頂損壞。
- 2012年4月3日：因為強風破壞大鳥居上覆蓋的銅板受損。
- 2018年7月11日：廣島縣廿日市表示，支撐著大鳥居的6柱因長年受海水侵蝕，底部已嚴重破損，所以暫定於2019年6月開始為期約14個月的大維修。維修工程將會為鳥居的主柱及袖柱重新塗色、加工樹脂防止腐蝕等[12][13]。

## 部分主要文化財產

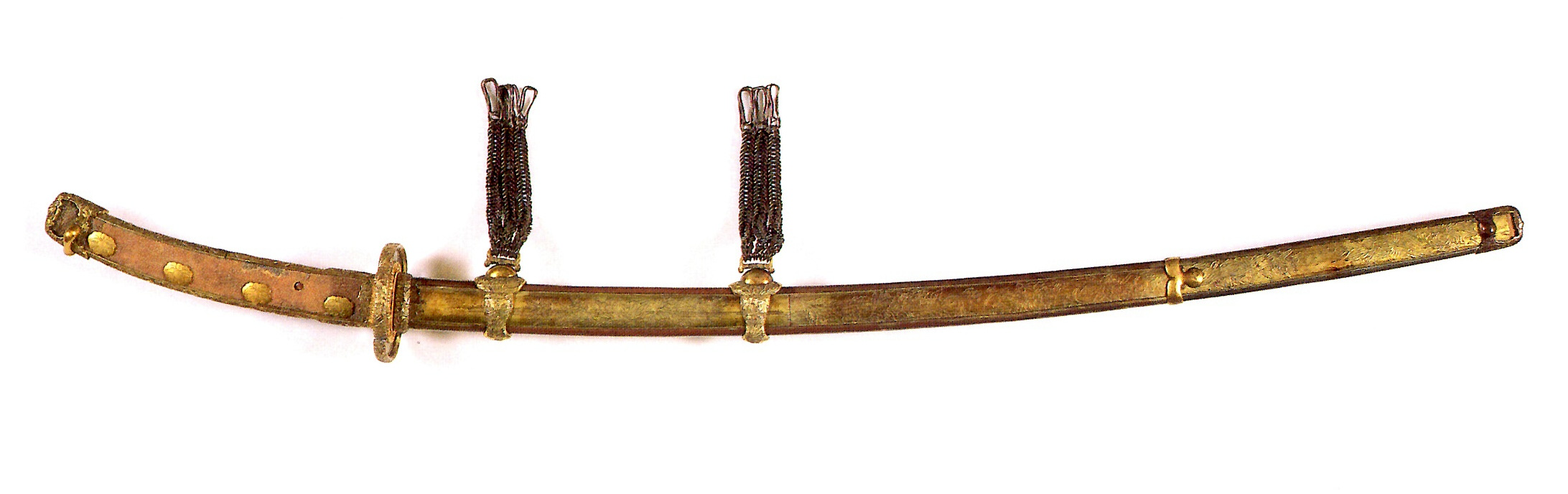
鎌倉時代日本刀『鍍金牡丹文兵庫鎖太刀』

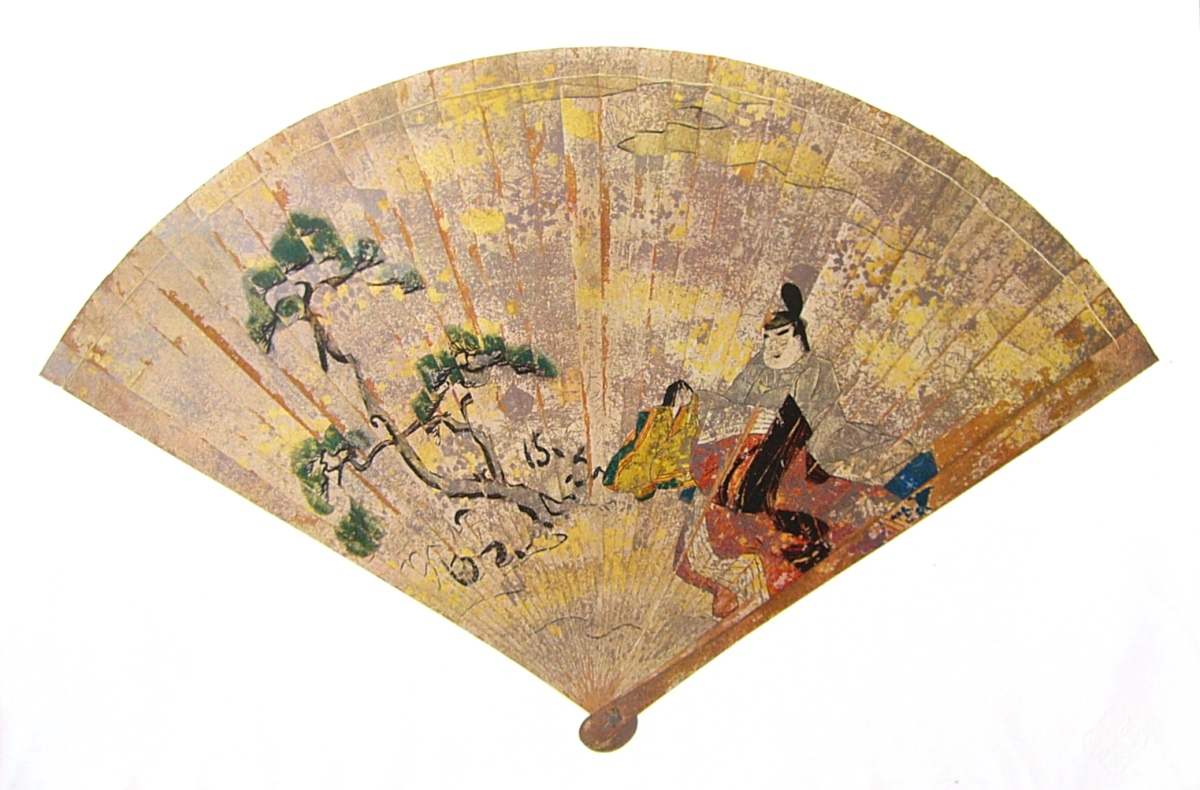
彩絵　檜扇　（伝）平家献納、平安時代、１２世紀、厳島神社

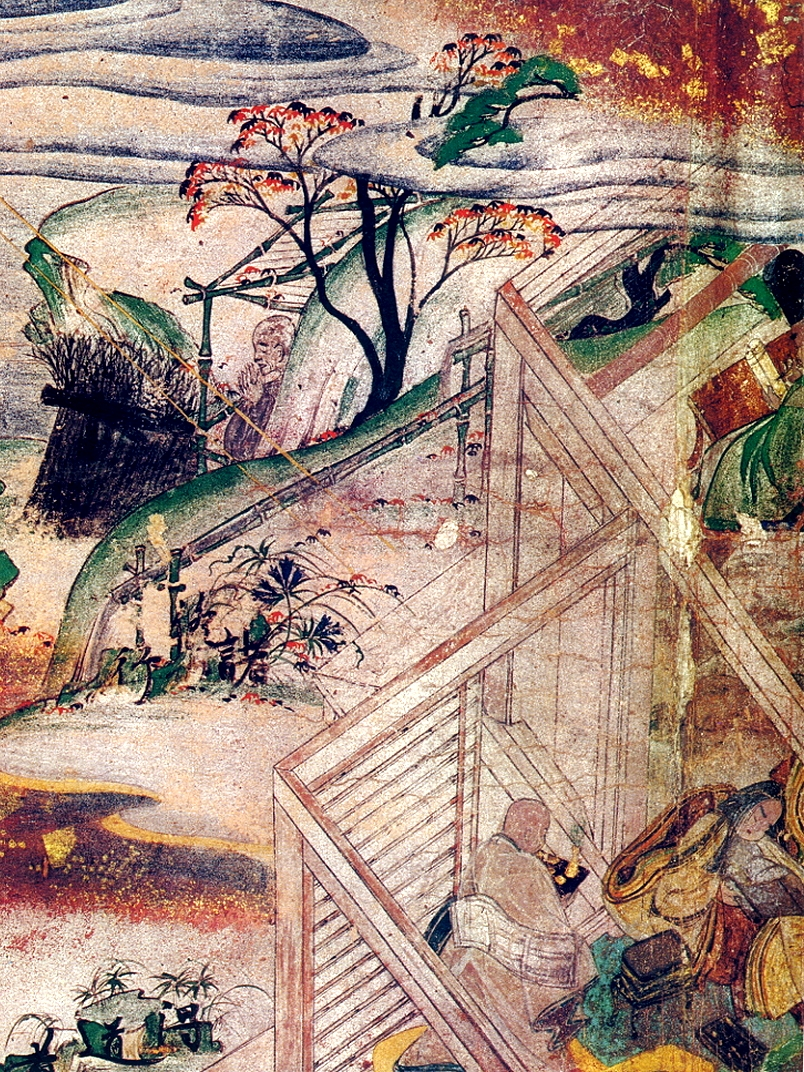
平家納経　法華経　序品　見返し絵　長寛２年(1164年)

### 建築物
- 嚴島神社 本社社殿
- 嚴島神社 攝社客神社拔殿
- 嚴島神社 東、西廻廊
- 嚴島神社 朝座屋
- 嚴島神社 能舞台
- 嚴島神社 大鳥居

### 文物
- 平家納經
- 金銅密教法具
- 嚴島神社古神寶類
- 紺絲威鎧兜、大袖付
- 彩繪檜扇
- 七絃琴（傳平重衡所用）

## 圖集

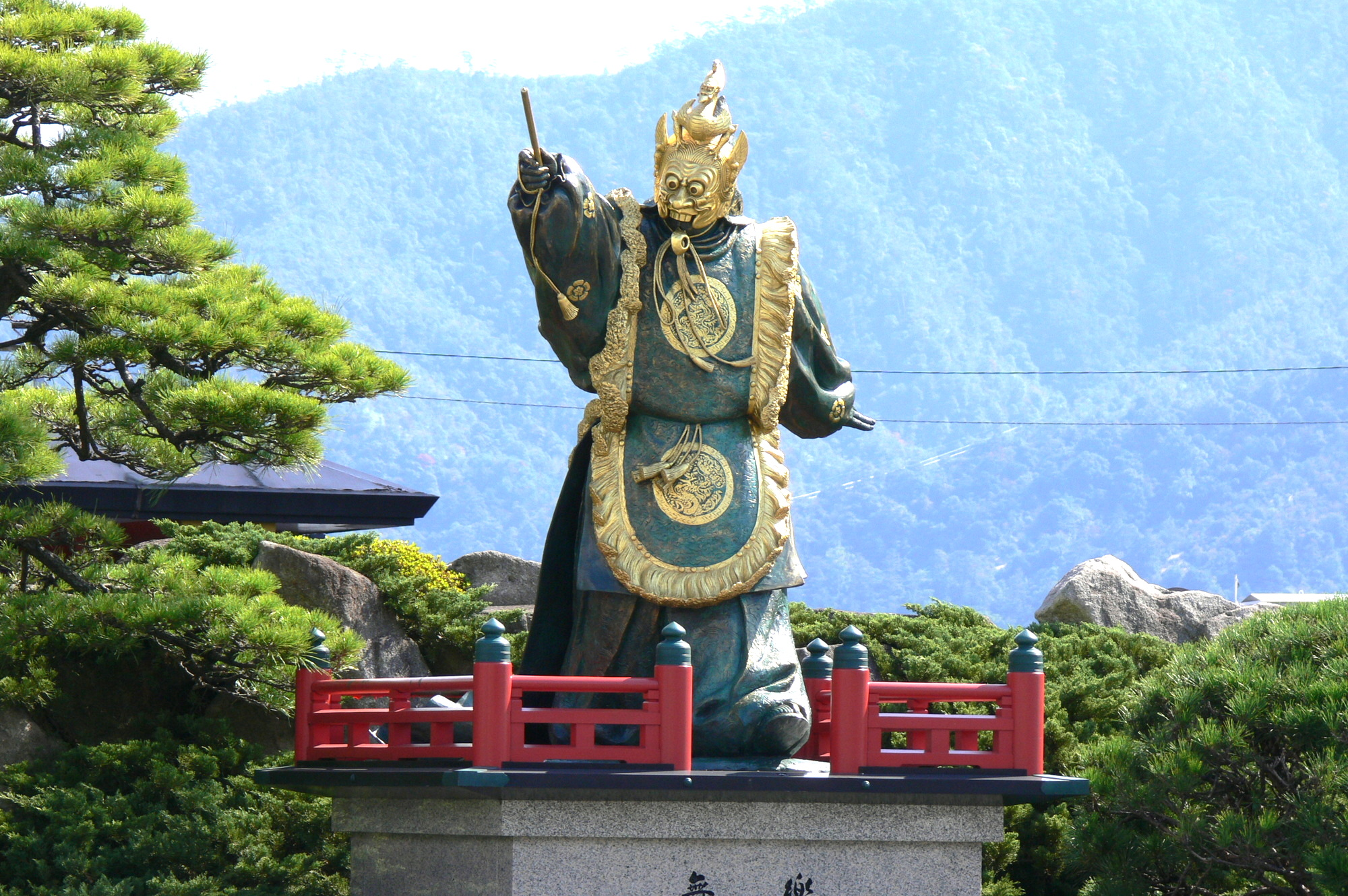
严岛神社雅乐兰陵王
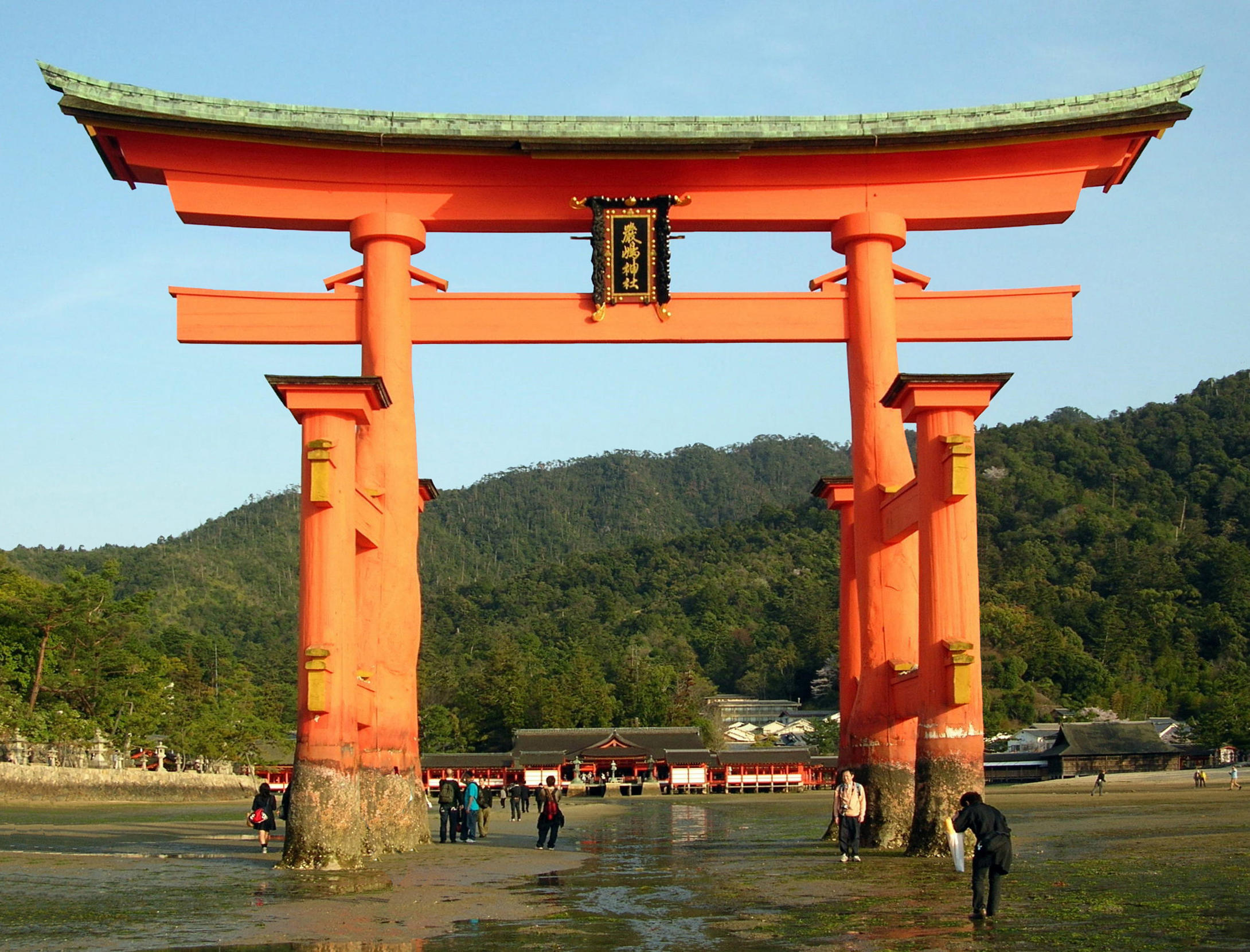
退潮时的鸟居
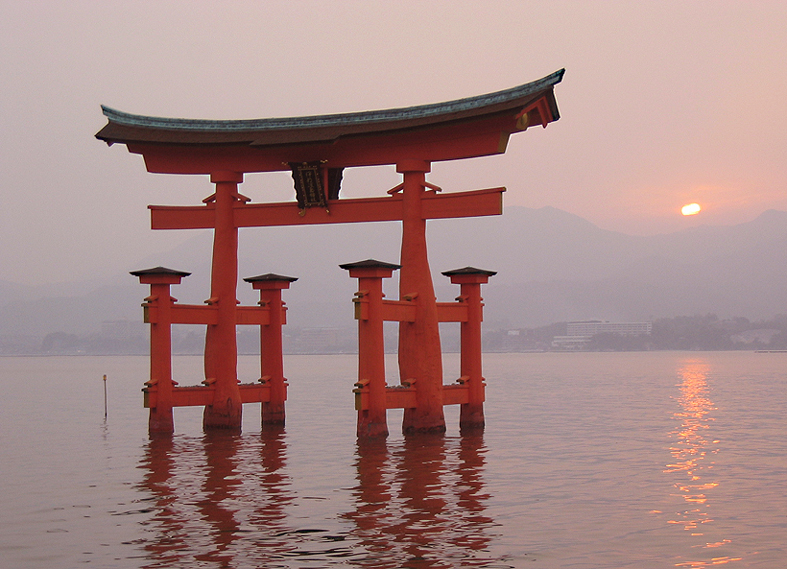
日出时的鸟居
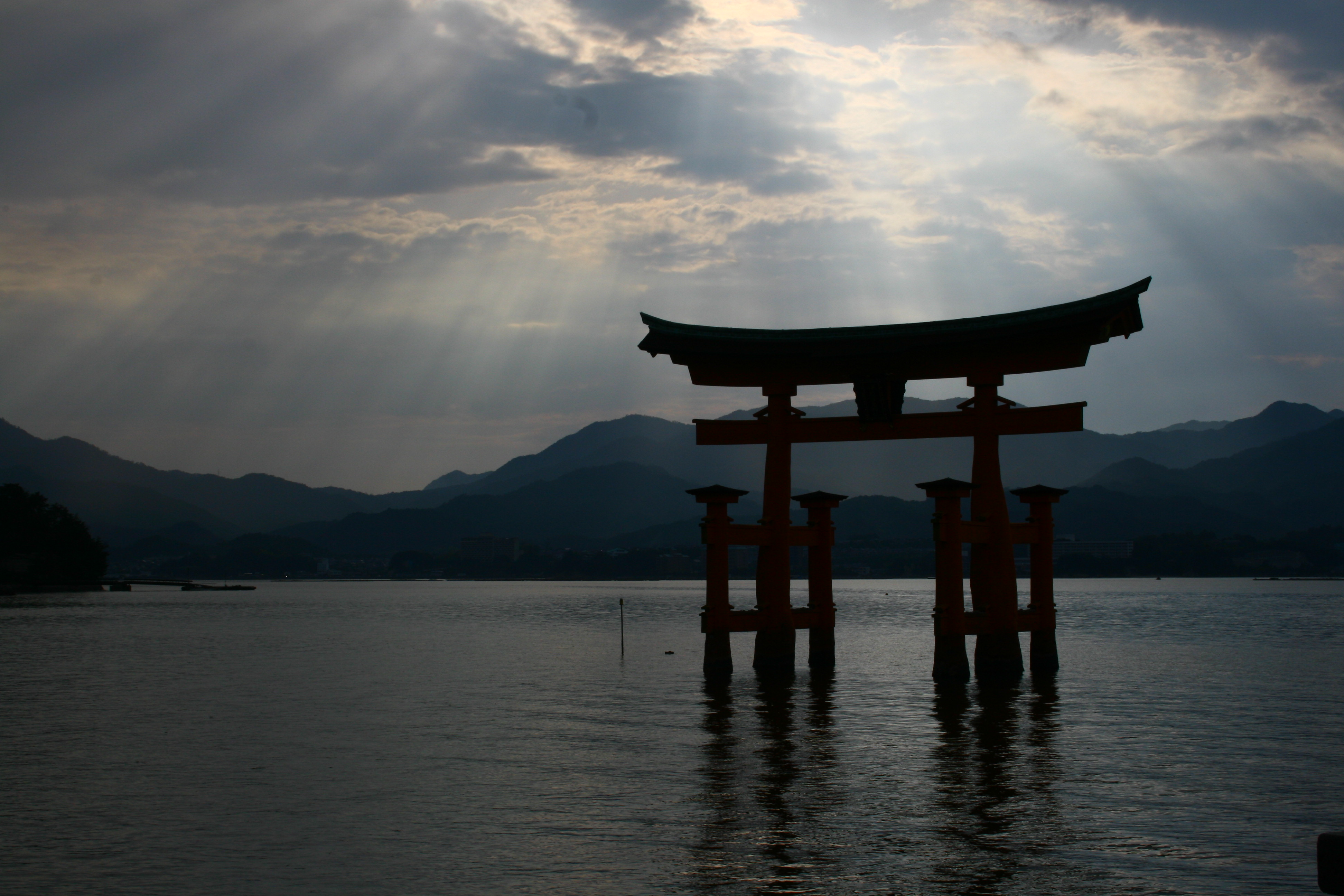
於午後四時，大鳥居加上光線，突出了古建築的線條。
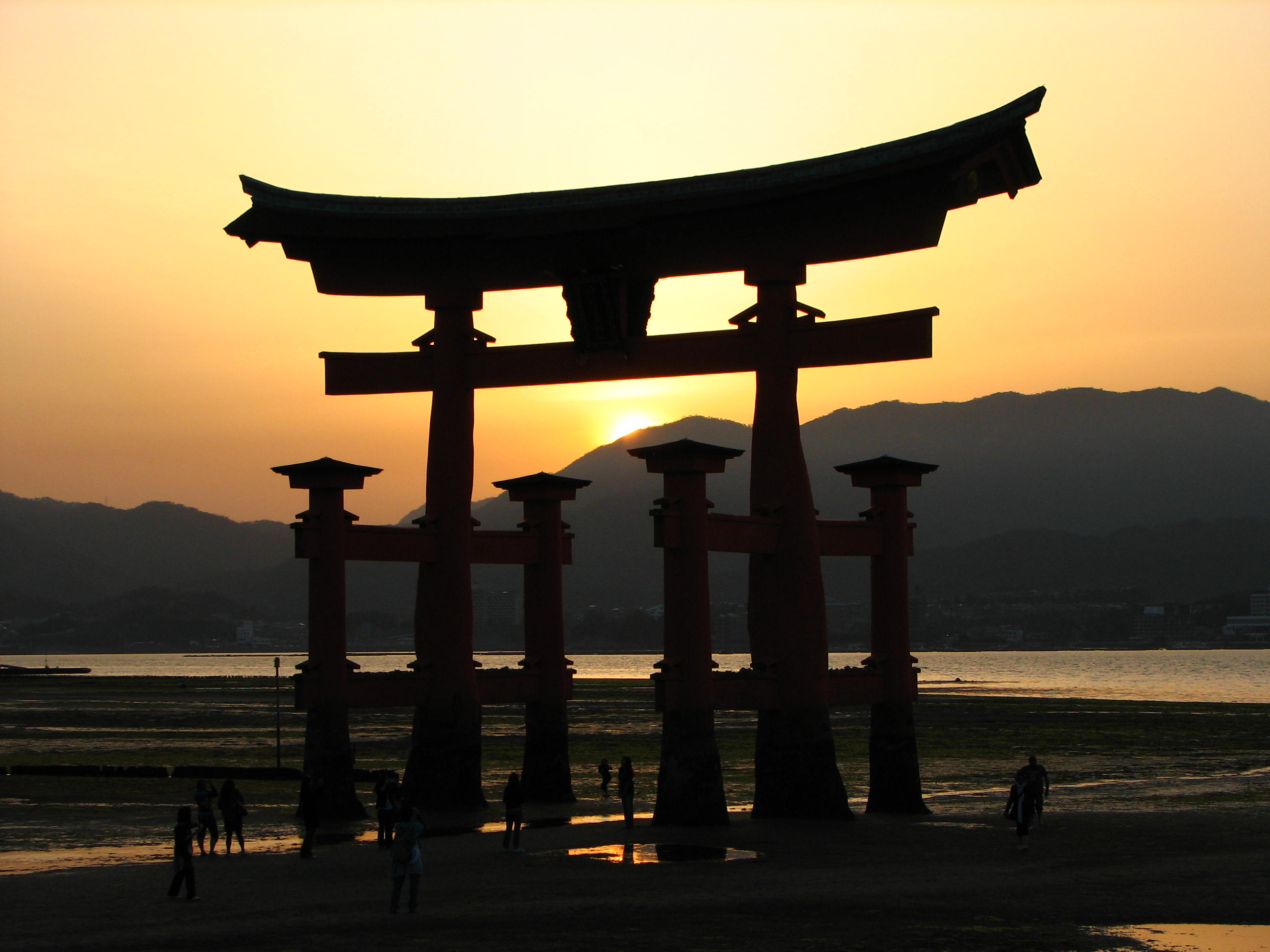
日落时的鸟居。
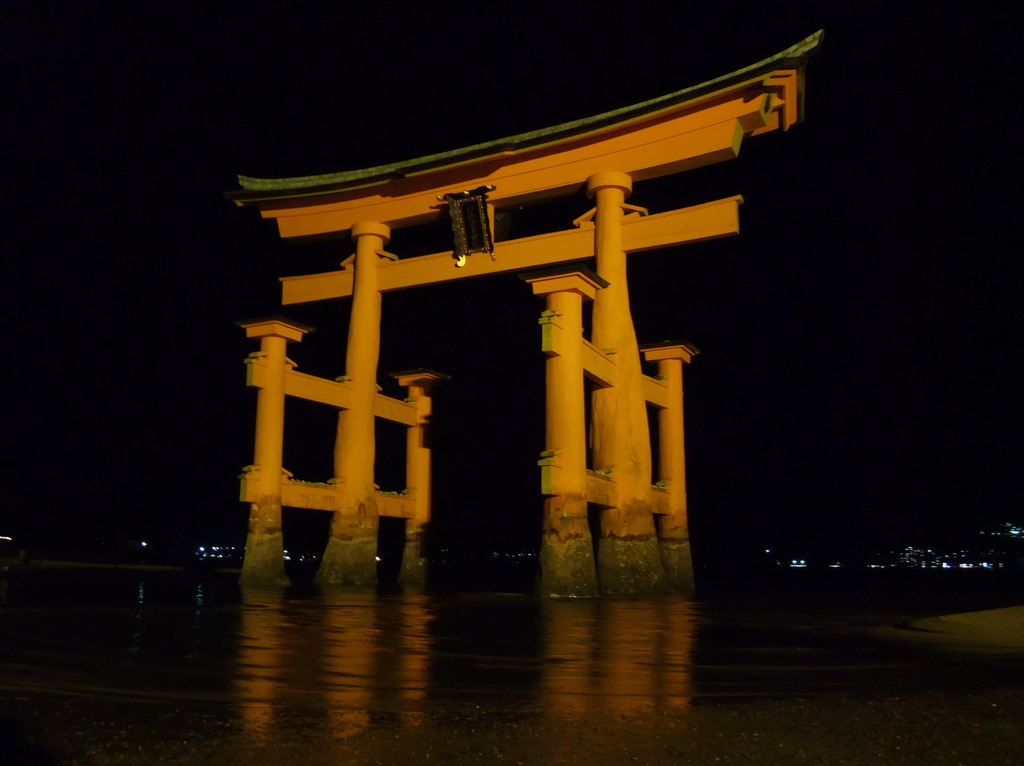
夜晚时的鸟居。
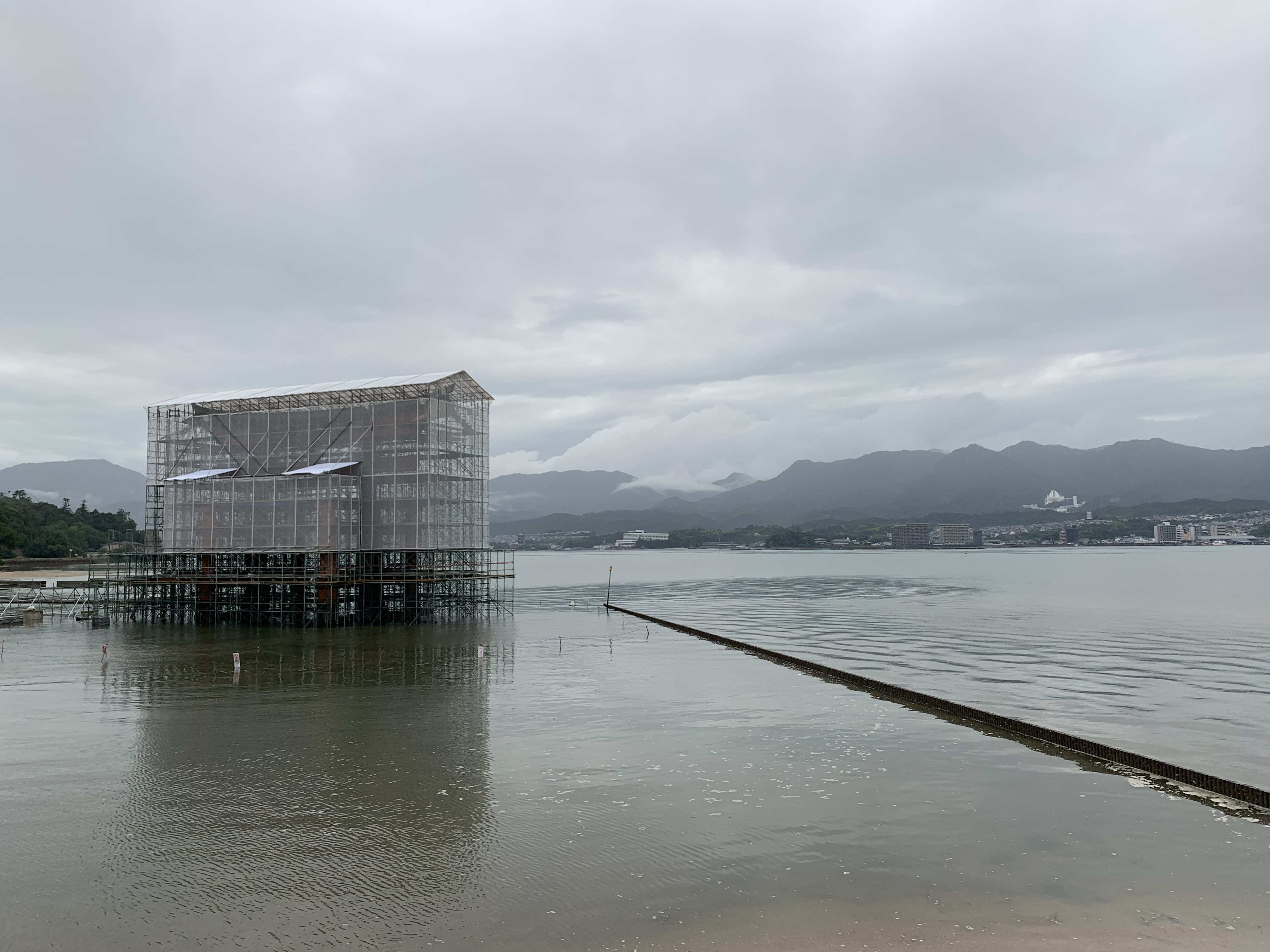
維修中的鳥居。
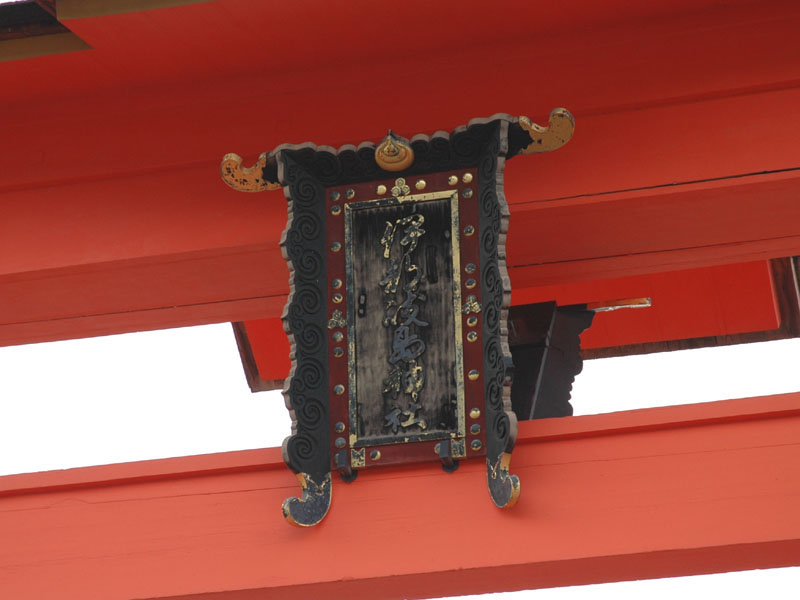
鳥居內側的匾額，其上寫著神社的古名「伊都岐島神社」。
走廊
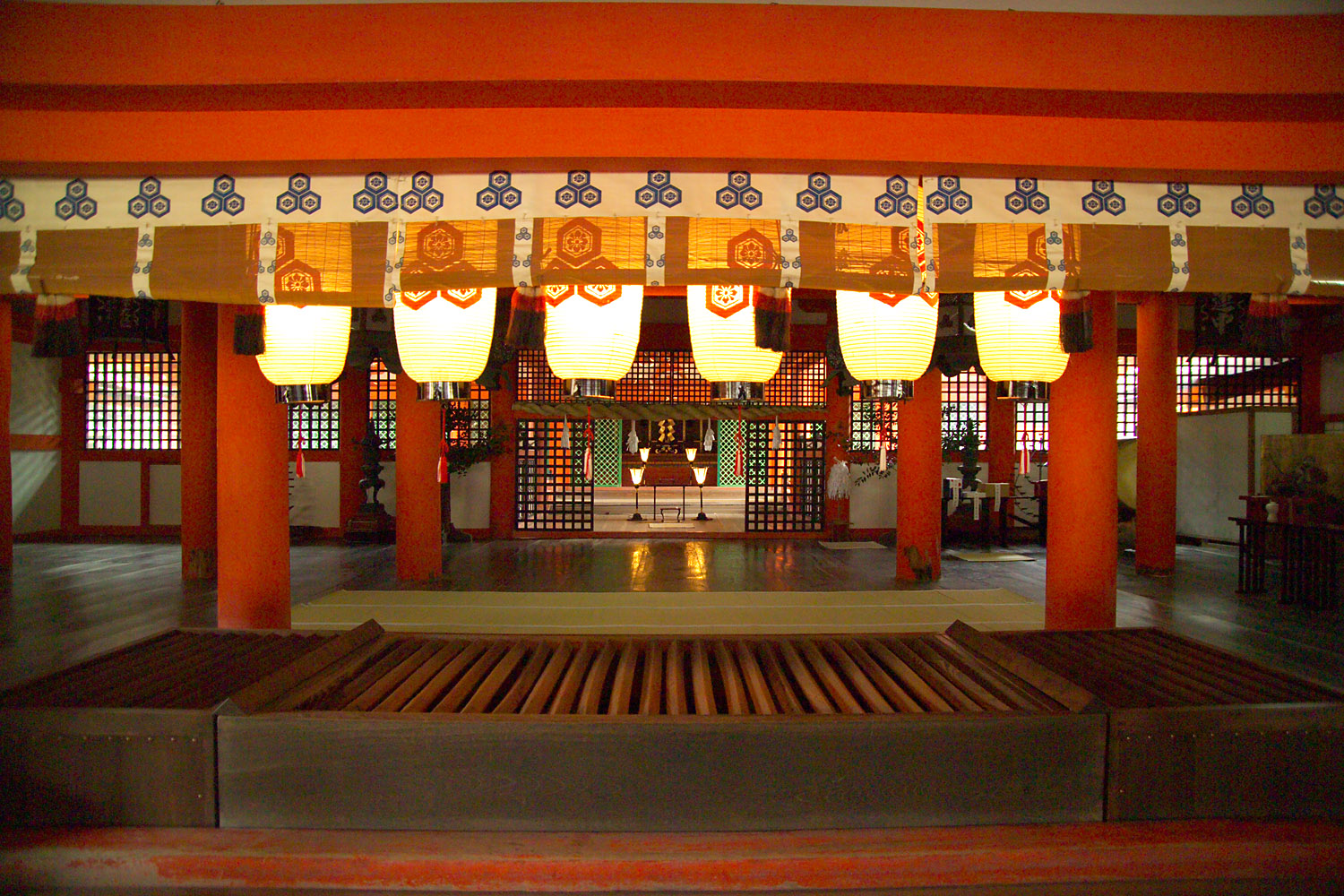
祭壇
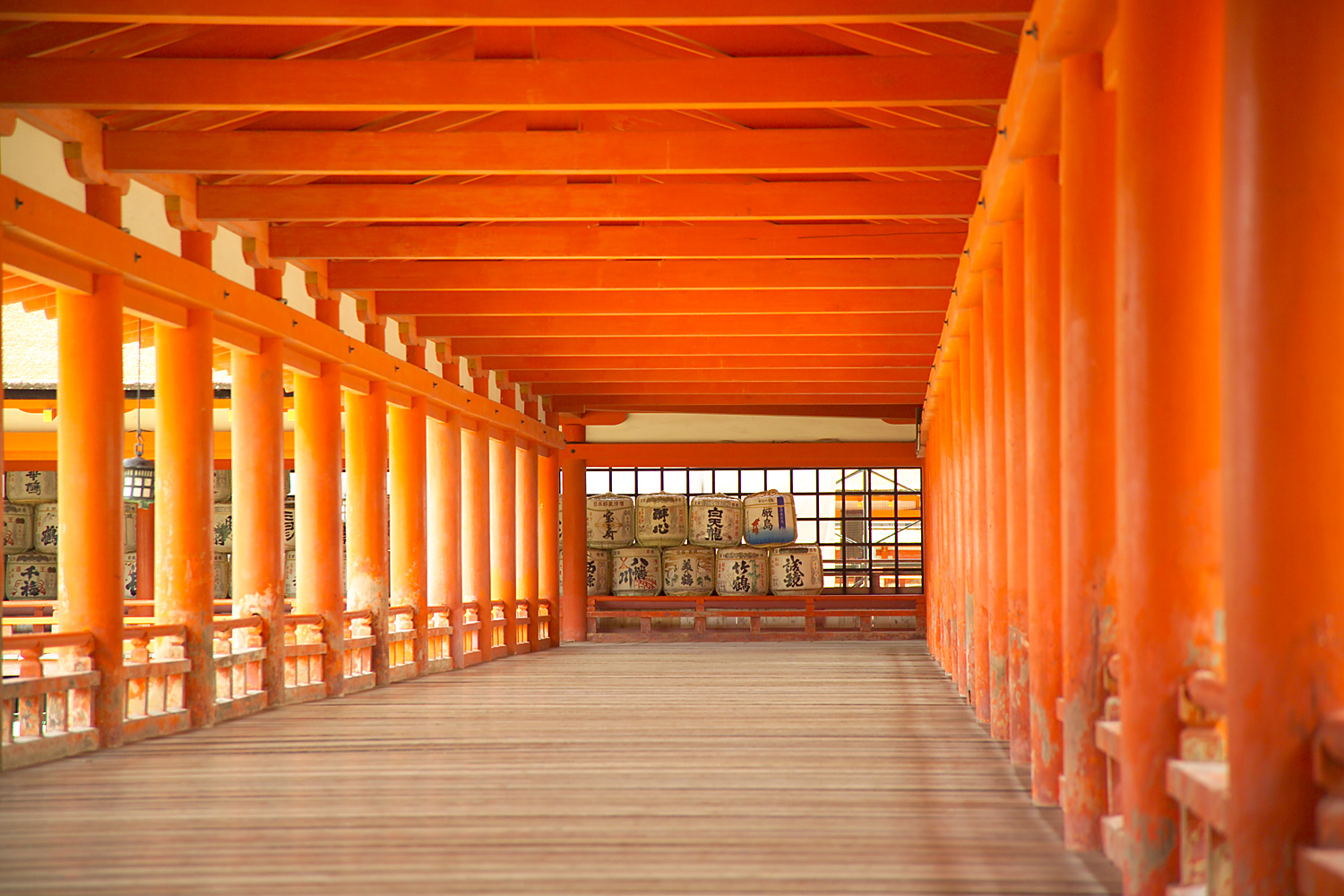
迴廊
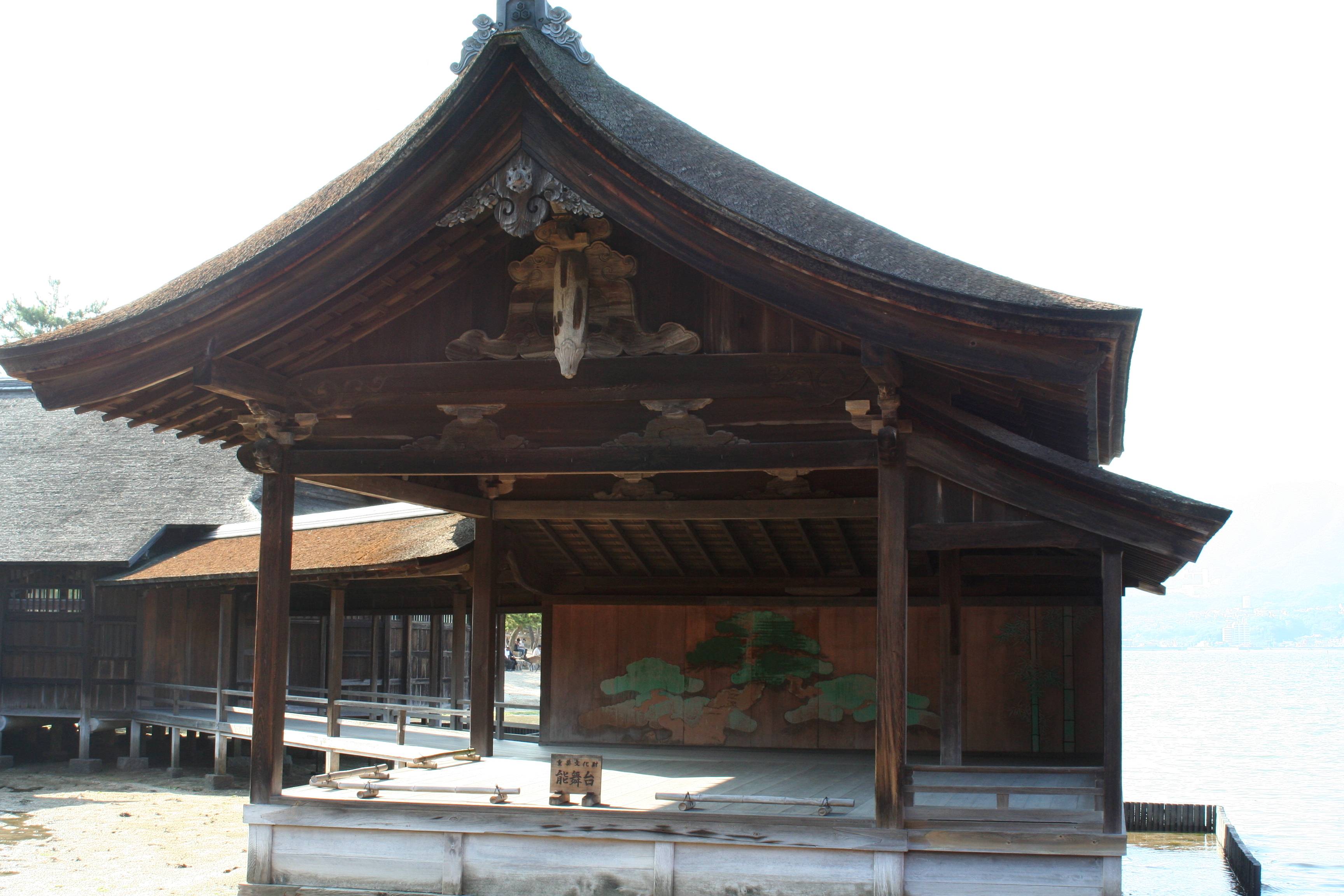
能舞台
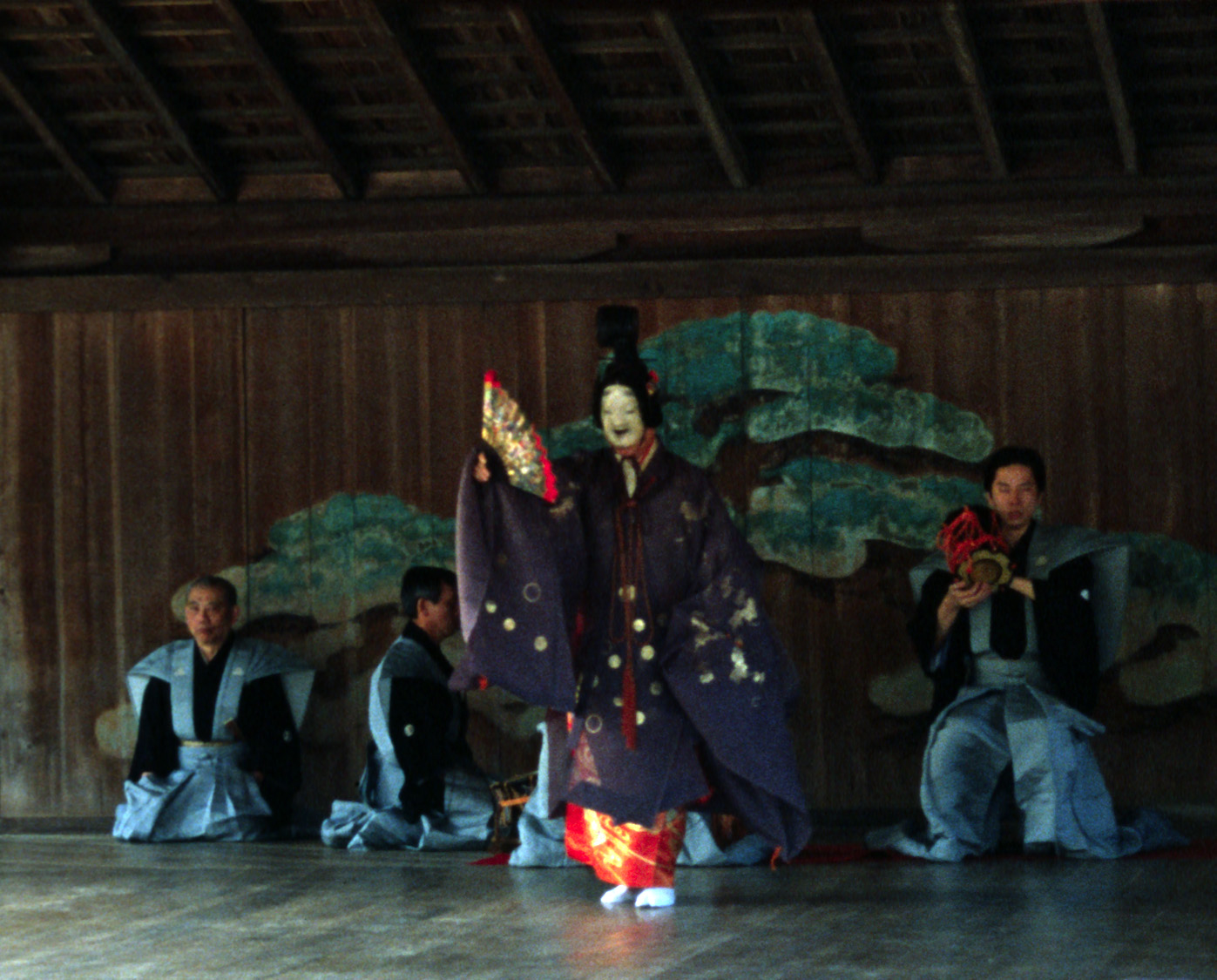
能劇

## 外部連結
- 嚴島神社（页面存档备份，存于）官方網頁 （日語）

34°17′50″N 132°19′5″E / 34.29722°N 132.31806°E